# Eleição municipal de Macapá em 2024
A eleição municipal do município de Macapá em 2024 ocorreu no dia 6 de outubro (primeiro turno) com o objetivo de eleger um prefeito, um vice-prefeito e 23 vereadores responsáveis pela administração da cidade no mandato a se iniciar em 1° de janeiro de 2025 e com término em 31 de dezembro de 2028. Como o candidato mais votado atingiu uma quantia de votos superior a metade dos votos (50%) mais um, a decisão foi feita ainda em primeiro turno. O prefeito e candidato à reeleição Dr. Furlan, do MDB, venceu a disputa em primeiro turno com cerca de 85,05% dos votos, sendo essa a maior votação de um candidato eleito em todo o Brasil neste pleito.

## Antecedentes

### Eleição municipal de 2020
Na eleição de 2020, dez candidatos disputaram para o cargo de prefeito, sendo que chegaram ao segundo turno Dr. Furlan (Cidadania) e Josiel (DEM).
Dr. Furlan se elegeu com 101.091 votos (55,67%) contra 80.499 votos (44,33%) ao seu concorrente mais direto, Josiel.

### Eleições gerais de 2022
No primeiro turno das eleições presidenciais, Jair Messias Bolsonaro (PL) recebeu 113.733  votos (45,98%) e Luiz Inácio Lula da Silva (PT) recebeu 101.129  votos (40,88%) dos eleitores macapaense. 1.002 (0,84%) eleitores votaram branco e 1.736 (1,74%) nulo para presidente. Nas eleições para o governo do Amapá, Clécio Luís (Solidariedade) recebeu 117.998 votos (49,76%), enquanto Jaime Nunes (PSD) recebeu 107.358 votos (45,27%) dos eleitores macapaenses. Apenas 6.546 (1,61%) eleitores votaram branco e 57.749 (4,73%) anularam seu voto para o governo do Estado.
Já no segundo turno, Jair Messias Bolsonaro (PL) recebeu 125.261 votos (54,92%) e Luiz Inácio Lula da Silva (PT) recebeu 102.810 votos (45,08%) dos eleitores macapaenses. Os votos brancos e nulos para presidente somaram 2,88% do total no município.

## Calendário eleitoral
| Início        | Fim           | Atividades | Status    |
| ------------- | ------------- | --- | --------- |
| 7 de março    | 5 de abril    | Janela partidária para vereadores trocarem de partido visando concorrer às eleições sem perder o mandato. | Realizado |
| 6 de abril    | 6 de abril    | Data-limite para todas as legendas e federações partidárias obterem o registro dos estatutos no TSE e para todos os candidatos terem domicílio eleitoral na circunscrição em que desejam disputar as eleições com a filiação deferida pelo partido. | Realizado |
| 15 de maio    | 15 de maio    | Início da campanha de arrecadação prévia de recursos na modalidade de financiamento coletivo para pré-candidatos, sem realização de pedidos de voto e obedecendo a regras relativas à propaganda eleitoral na Internet.                             | Realizado |
| 20 de julho   | 5 de agosto   | Realização de convenções partidárias para deliberar sobre coligações e escolher candidatos às prefeituras e aos cargos de vereador. Os partidos têm até 15 de agosto para registrar os nomes na Justiça Eleitoral.                                  | Realizado |
| 16 de agosto  | 16 de agosto  | Início das campanhas eleitorais de forma igualitária, podendo qualquer publicidade ou manifestação com pedido explícito de voto antes da data ser considerada irregular e multada.                                                                  | Realizado |
| 30 de agosto  | 3 de outubro  | Veiculação da propaganda eleitoral gratuita no rádio e na televisão. | Realizado |
| 6 de outubro  | 6 de outubro  | Realização do primeiro turno das eleições municipais. | Realizado |
| 11 de outubro | 25 de outubro | Veiculação da propaganda eleitoral gratuita no rádio e na televisão para o segundo turno. | Realizado |
| 27 de outubro | 27 de outubro | Realização de um eventual segundo turno nas cidades com mais de 200 mil eleitores em que o candidato a prefeito mais votado não tenha atingido a metade mais um dos votos válidos.                                                                  | Realizado |

## Convenções partidárias
A escolha dos candidatos à Prefeitura de Macapá  é oficializada durante as convenções partidárias. Válido para todos os partidos políticos, o prazo garante a isonomia entre as legendas e é o momento em que os partidos escolhem quais filiados podem pedir o registro de candidatura e se disputarão a eleição coligados com outras legendas.
Nota: a tabela a seguir está organizada por ordem cronológica de realização das convenções.

## Candidatos à prefeitura
| Nº | Prefeito(a)  | Prefeito(a)       | Prefeito(a)              | Prefeito(a)                                                                                              | Vice-Prefeito(a) | Vice-Prefeito(a) | Vice-Prefeito(a)         | Vice-Prefeito(a)  | Vice-Prefeito(a)                                  | Coligação Partido(s)                                             | Tempo do horário eleitoral       | Ref.          |
| Nº | Candidato(a) | Candidato(a)      | Partido Federação        | Cargos relevantes                                                                                        | Candidato(a)     | Candidato(a)     | Candidato(a)             | Partido Federação | Cargos relevantes                                 | Coligação Partido(s)                                             | Tempo do horário eleitoral       | Ref.          |
| -- | ------------ | ----------------- | ------------------------ | --- | ---------------- | ---------------- | ------------------------ | ----------------- | ------------------------------------------------- | ---------------------------------------------------------------- | -------------------------------- | ------------- |
| 10 |              | Aline Gurgel      | Republicanos             | - Deputada federal pelo Amapá (2019-2022)                                                                |                  |                  | Adilton de Araújo Correa | PL                | - Ex-comandante geral da Polícia Militar do Amapá | Macapá para Todos Nós Republicanos e PL                          | 3 minutos e 7 segundos           | [ 8 ] [ 9 ]   |
| 15 |              | Antônio Furlan    | MDB                      | - Prefeito de Macapá (2021–atualidade) - Deputado estadual pelo Amapá (2013–2020) - Médico cardiologista |                  |                  | Mario Neto               | PODE              | - Secretário de Finanças de Macapá                | Trabalhando pelo Povo MDB, PSD, PODE, PRD e PSB                  | 2 minutos e 45 segundos          | [ 10 ]        |
| 16 |              | Gianfranco Gusmão | PSTU                     | - Professor                                                                                              |                  |                  | Carlos Cley              | PSTU              | - Rodoviário                                      | Sem coligação                                                    | Sem direito ao horário eleitoral | [ 11 ]        |
| 29 |              | Jairo Palheta     | PCO                      | - Professor                                                                                              |                  |                  | Keury Souza              | PCO               | - Professora                                      | Sem coligação                                                    | Sem direito ao horário eleitoral | [ 12 ]        |
| 50 |              | Paulo Lemos       | PSOL Fed. PSOL REDE      | - Deputado Estadual pelo Amapá (2015–2022) - Secretário de Administração do Amapá                        |                  |                  | Ivanéia Alves            | PT FE Brasil      | - Professora                                      | Macapá da Esperança Fed. PSOL REDE e FE Brasil (PT, PCdoB e PV)  | 2 minutos e 12 segundos          | [ 13 ] [ 14 ] |
| 30 |              | Sharon Braga      | NOVO                     | - Empresário                                                                                             |                  |                  | Daniela Fortunato        | NOVO              | - Advogada                                        | Sem coligação                                                    | Sem direito ao horário eleitoral | [ 15 ]        |
| 45 |              | Patricia Ferraz   | PSDB Fed. PSDB Cidadania | - Deputada federal pelo Amapá (2021).                                                                    |                  |                  | Diego Morpheu            | Progressistas     | - Professor                                       | Pra fazer + por você Fed. PSDB Cidadania (PSDB e Cidadania) e PP | 1 minuto e 34 segundos           | [ 16 ]        |
| 70 |              | Gilvam Borges     | AVANTE                   | - Senador da República (1995-2002; 2005-2011)                                                            |                  |                  | Bruno Dias               | AVANTE            | - Advogado                                        | Sem coligação                                                    | 20 segundos                      | [ 17 ]        |

#### Desistências
- Josiel Alcolumbre (UNIÃO): O empresário e irmão do senador Davi Alcolumbre, candidato à prefeitura de Macapá em 2020, desistiu da candidatura com o motivo de tentar unir a oposição visando derrotar o atual prefeito Dr. Furlan. Pouco depois, o partido União Brasil decidiu não apoiar nenhum candidato a prefeito, lançando apenas candidatos a vereador.[18]
- Jesus Pontes (PDT): O deputado estadual desistiu da disputa no dia 5 de agosto após não conseguir apoio necessário para confirmar sua candidatura. O PDT não se coligou com nenhum candidato ao Executivo, e irá apenas lançar candidatos a vereador[19]

## Candidatos à vereança
A regra eleitoral permite que um Partido ou Federação indique uma chapa que contenha, no máximo, 100% das vagas em disputa mais 1. No caso de Macapá, o número máximo de candidaturas é de 25.
A tabela a seguir apresenta o número de candidaturas em cada Partido e Federação, estando agrupados a partir de coligações na disputa do poder executivo. Lembre-se que a coligação em eleições proporcionais não existe mais no Brasil, sendo demonstrada a coligação majoritária apenas a título de visualização agrupada.
| Coligação ao executivo                              | Partido ou federação | Partido ou federação | Candidatos     | Candidatos     | Candidatos     | Candidatos     |
| --------------------------------------------------- | -------------------- | -------------------- | -------------- | -------------- | -------------- | -------------- |
| Trabalhando pelo povo (105 candidatos)              |                      | PODE                 | 24             | 24             | 24             | 24             |
| Trabalhando pelo povo (105 candidatos)              |                      | MDB                  | 23             | 23             | 23             | 23             |
| Trabalhando pelo povo (105 candidatos)              |                      | PSD                  | 20             | 20             | 20             | 20             |
| Trabalhando pelo povo (105 candidatos)              |                      | PRD                  | 19             | 19             | 19             | 19             |
| Trabalhando pelo povo (105 candidatos)              |                      | PSB                  | 19             | 19             | 19             | 19             |
| Macapá da Esperança (40 candidatos)                 |                      | PSOL-REDE            | 22             |                | PSOL           | 5              |
| Macapá da Esperança (40 candidatos)                 |                      | PSOL-REDE            | 22             | REDE           | 17             |                |
| Macapá da Esperança (40 candidatos)                 |                      | FE Brasil            | 18             |                | PT             | 9              |
| Macapá da Esperança (40 candidatos)                 |                      | FE Brasil            | 18             | PCdoB          | 8              |                |
| Macapá da Esperança (40 candidatos)                 |                      | FE Brasil            | 18             | PV             | 1              |                |
| Macapá para todos nós (30 candidatos)               |                      | Republicanos         | 15             | 15             | 15             | 15             |
| Macapá para todos nós (30 candidatos)               |                      | PL                   | 15             | 15             | 15             | 15             |
| Pra fazer + por você (18 candidatos)                |                      | Progressistas        | 18             | 18             | 18             | 18             |
| Pra fazer + por você (18 candidatos)                |                      | PSDB-Cidadania       | Sem candidatos | Sem candidatos | Sem candidatos | Sem candidatos |
| Partidos e federações não coligadas (70 candidatos) |                      | UNIÃO                | 24             | 24             | 24             | 24             |
| Partidos e federações não coligadas (70 candidatos) |                      | PDT                  | 23             | 23             | 23             | 23             |
| Partidos e federações não coligadas (70 candidatos) |                      | Solidariedade        | 18             | 18             | 18             | 18             |
| Partidos e federações não coligadas (70 candidatos) |                      | NOVO                 | 3              | 3              | 3              | 3              |
| Partidos e federações não coligadas (70 candidatos) |                      | PCO                  | 2              | 2              | 2              | 2              |
| Partidos e federações não coligadas (70 candidatos) |                      | Avante               | Sem candidatos | Sem candidatos | Sem candidatos | Sem candidatos |
| Total                                               | Total                | Total                | 263            | 263            | 263            | 263            |

## Debates
| Data                 | Organizador(es)                  | Mediação      | Candidatos(as)              | Candidatos(as)       | Candidatos(as)           | Candidatos(as)         | Candidatos(as)      | Candidatos(as)         | Candidatos(as)     | Candidatos(as)      | Ref.   |
| Data                 | Organizador(es)                  | Mediação      | Aline Gurgel (Republicanos) | Antônio Furlan (MDB) | Gianfranco Gusmão (PSTU) | Gilvam Borges (Avante) | Jairo Palheta (PCO) | Patrícia Ferraz (PSDB) | Paulo Lemos (PSOL) | Sharon Braga (NOVO) | Ref.   |
| -------------------- | -------------------------------- | ------------- | --------------------------- | -------------------- | ------------------------ | ---------------------- | ------------------- | ---------------------- | ------------------ | ------------------- | ------ |
| 3 de outubro de 2024 | Rede Amazônica Macapá e g1 Amapá | Luciano Abreu | Presente                    | Ausente              | Não convidado            | Presente               | Não convidado       | Presente               | Presente           | Não convidado       | [ 23 ] |

## Pesquisas eleitorais

### Intenção de voto
| Fonte (Registro no TSE) | Data(s) conduzida(s) | Amostragem | Furlan MDB | Gurgel Republicanos | Ferraz PSDB | Borges Avante | Lemos PSOL | Gusmão PSTU | Palheta PCO | Braga Novo | Ind./Abst. | Vantagem | Margem de erro | Ref.   |
| ----------------------- | -------------------- | ---------- | ---------- | ------------------- | ----------- | ------------- | ---------- | ----------- | ----------- | ---------- | ---------- | -------- | -------------- | ------ |
| Fonte (Registro no TSE) | Data(s) conduzida(s) | Amostragem |            |                     |             |               |            |             |             |            | Ind./Abst. | Vantagem | Margem de erro | Ref.   |
| Quaest (AP-00095/2024)  | 23-25/Ago/2024       | 900        | 91%        | 2%                  | 2%          | 2%            | 1%         | 0%          | 0%          | 0%         | 1%         | 89%      | ±4%            | [ 24 ] |

## Resultado

### Prefeito
| 100% das seções totalizadas Fonte: TSE | 100% das seções totalizadas Fonte: TSE | 100% das seções totalizadas Fonte: TSE                | 100% das seções totalizadas Fonte: TSE | 100% das seções totalizadas Fonte: TSE |
| Candidato(a)                           | Vice                                   | Chapa                                                 | 1º turno 6 de outubro de 2024          | 1º turno 6 de outubro de 2024          |
| Candidato(a)                           | Vice                                   | Chapa                                                 | Votação                                | Votação                                |
| Candidato(a)                           | Vice                                   | Chapa                                                 | Total                                  | %                                      |
| -------------------------------------- | -------------------------------------- | ----------------------------------------------------- | -------------------------------------- | -------------------------------------- |
| Doutor Furlan(MDB)                     | Mário Neto (PODE)                      | Trabalhando pelo Povo: (MDB / PSD / PODE / PSB / PRD) | 204.291                                | 85,08%                                 |
| Paulo Lemos (PSOL)                     | Ivanéia Alves (PT)                     | Macapá da Esperança: (PSOL / REDE / PT / PV / PCdoB   | 23.491                                 | 9,78%                                  |
| Aline Gurgel (Republicanos)            | Adilton Correa (PL)                    | Macapá para Todos Nós: (Republicanos / PL             | 8.897                                  | 3,71%                                  |
| Patrícia Ferraz (PSDB)                 | Diego Morpheu (PP)                     | Pra Fazer + por você: (PP / CIDADANIA / PSDB)         | 1.835                                  | 0,76%                                  |
| Gilvam Borges (AVANTE)                 | Bruno Dias (AVANTE)                    | Chapa Pura: (Avante)                                  | 637                                    | 0,27%                                  |
| Gianfranco (PSTU)                      | Carlos Cley (PSTU)                     | Chapa Pura: (PSTU)                                    | 560                                    | 0,23%                                  |
| Sharon Braga (NOVO)                    | Daniela Fortunato (NOVO)               | Chapa Pura: (NOVO)                                    | 207                                    | 0,09%                                  |
| Jairo Palheta (PCO)                    | Keury Souza (PCO)                      | Chapa Pura: (PCO)                                     | 199                                    | 0,08%                                  |
| Total de votos válidos                 | Total de votos válidos                 | Total de votos válidos                                | 238.282                                | 96,89%                                 |
| → Votos válidos                        | → Votos válidos                        | → Votos válidos                                       | 238.282                                | 96,89%                                 |
| → Votos brancos                        | → Votos brancos                        | → Votos brancos                                       | 1.586                                  | 0,64%                                  |
| → Votos nulos                          | → Votos nulos                          | → Votos nulos                                         | 4.216                                  | 1,71%                                  |
| Total de votos                         | Total de votos                         | Total de votos                                        | 245.919                                | 79,12%                                 |
| → Abstenções                           | → Abstenções                           | → Abstenções                                          | 64.899                                 | 20.88%                                 |
| Eleitores aptos a votar                | Eleitores aptos a votar                | Eleitores aptos a votar                               | 245.919                                | 100%                                   |

### Vereadores Eleitos
Foram eleitos 23 vereadores para a Câmara Municipal de Macapá.

  PDT: 3
  MDB: 3
  PODE: 3
  UNIÃO: 3
  PRD: 2
  PSD: 2
  Solidariedade: 2
  Republicanos: 1
  PP: 1
  REDE: 1
  PSOL: 1
  PT: 1

| Vereadores           | Partido       | Votação | Percentual | Cidade onde nasceu   | Unidade federativa |
| Alexandre Azevedo    | PODE          | 4.857   | 2,04%      | Macapá               | Amapá              |
| Daniel Theodoro      | PSOL          | 4.542   | 1,90%      | São Paulo            | São Paulo          |
| Marcelo Dias         | PRD           | 4.534   | 1,90%      | Belém                | Pará               |
| Paulo Nery           | PSD           | 4.533   | 1,90%      | Macapá               | Amapá              |
| Pastora Léia Pelaes  | PDT           | 4.419   | 1,85%      | Macapá               | Amapá              |
| Caetano Bentes       | PODE          | 4.368   | 1,83%      | Macapá               | Amapá              |
| Pedro Dalua          | UNIÃO         | 4.309   | 1,81%      | Belém                | Pará               |
| João Mendonça        | PRD           | 4.035   | 1,69%      | Rondon do Pará       | Pará               |
| Elenice              | PODE          | 4.007   | 1,68%      | Palmeira das Missões | Rio Grande do Sul  |
| Maraina Martins      | REDE          | 3.939   | 1,65%      | Macapá               | Amapá              |
| Cláudio              | Solidariedade | 3.806   | 1,60%      | Macapá               | Amapá              |
| Luany Favacho        | MDB           | 3.643   | 1,53%      | Macapá               | Amapá              |
| Bruno Igreja         | MDB           | 3.579   | 1,50%      | Macapá               | Amapá              |
| Alessandro           | PDT           | 3.446   | 1,44%      | Macapá               | Amapá              |
| Japão                | Solidariedade | 3.445   | 1,44%      | Macapá               | Amapá              |
| Patrick Monte        | MDB           | 3.370   | 1,41%      | Macapá               | Amapá              |
| Luana Serrão         | UNIÃO         | 3.360   | 1,41%      | Macapá               | Amapá              |
| Margleide Alfaia     | PDT           | 3.205   | 1,34%      | Afuá                 | Pará               |
| Banha Lobato         | UNIÃO         | 2.680   | 1,12%      | Afuá                 | Pará               |
| Joselyo E Mais Saúde | UNIÃO         | 2.668   | 1,12%      | São Luís             | Maranhão           |
| Claudiomar Rosa      | PT            | 2.657   | 1,11%      | Macapá               | Amapá              |
| Ruzivan              | Republicanos  | 2.643   | 1,11 %     | Macapá               | Amapá              |
| Ezequias             | PSD           | 2.327   | 0,98 %     | Macapá               | Amapá              |